# Mare de Déu del Remei del Serrat
La Mare de Déu del Remei del Serrat és una obra del poble del Serrat, municipi de Queralbs (Ripollès) inclosa en l'Inventari del Patrimoni Arquitectònic de Catalunya.

## Descripció
Es tracta d'una església d'una sola nau, amb absis d'origen romànic. Hi ha una petita finestra a l'absis i una altra a la dreta de la nau. Sobre l'entrada hi ha un petit cor de fusta amb artesanat policromat.
L'interior és arrebossat de blanc i a l'absis s'ha fet una petita restauració consistent en repicar l'arrebossat i deixar vista la pedra.
La lectura exterior dels murs deixa evident una remota feta posteriorment sobre estructures romàniques.
La façana és arrebossada i s'acaba amb un campanaret d'espadanya.

## Història
Poques notícies tenim de la història d'aquesta capella sinó per la seva estructura romànica i la seva refacció en època barroca.
Al sostre del cor, format per un artesanat policrom hi ha una data del segle xvii que deu correspondre a l'esmentada refacció.